# Gabriel Zendel
Gabriel Zendel (Jezov (Imperio austro-húngaro hoy República Checa,  6 de enero de 1906 - París, 29 de septiembre de 1992) fue un pintor y litógrafo francés. Es uno de los representantes de la llamada  Escuela de París.

## Datos biográficos
Gabriel Zendel nació en una familia de origen polaco. Su padre Joseph Zendel ejerció el oficio de encuadernador, su madre fue Ryfka Jaskerowicz. Fue el mayor de tres hijos y tuvo dos hermanas con las que guardó estrecha relación toda su vida. Su vocación de pintor se manifestó desde la niñez y fue animada siempre por sus familiares. La familia se instaló en París donde el padre abrió con éxito un taller de encuadernación de libros de arte en la avenida Jean-Jaurès. Gabriel Zendel trabajó durante ese tiempo como ayudante de su padre pero sin dejar el caballete que instaló en la parte trasera del taller de encuadernación.
1925-1929 : entró al Instituto de Estética Contemporánea, donde Paul Bornet le transmitió una sólida formación (sobre todo en el grabado sobre cobre y sobre madera), etapa que se vio interrumpida por el servicio militar en Marruecos entre 1926-1927. Posteriormente, fuera de la pintura al óleo, practicó también el dibujo, la acuarela, la gouache, el grabado, la litografía y la cerámica.
En 1951, se instaló en un gran taller de  Montmartre-aux-artistes, en el 189 de la calle Ordener, donde residió hasta el final. Desde entonces, su pintura, definitivamente figurative, sedujo a un cierto número de coleccionistas a los cuales vendió sus telas directamente, aunque también se les encontraba en algunas galerías.
En 1948 y 1949, efectuó un viaje decisivo a Nueva York donde entró en relación con la Galería Durand-Ruel.
El 29 de septiembre de 1992, Gabriel Zendel murió en París. Su esposa Agathe se apaga en 2002, sus dos hermanas en 1995 y 2003.

## Obra
La obra  de Zendel conoce tres fases :
- un periodo clásico pero afectado por una atmósfera extraña, en los años 1930.
- un periodo post-cubista pero igualmente influido por el ''fauvisme'', de los años 1940 hacia la mitad de los años 1950.
- un periodo de Clamerey, el más largo de su vida activa, que representa la ampliaciónt de sus investigaciones y marcado por un trabajo sin duda excepcional sobre la materia, a partir de los años 1950 hasta el final de sus días.

- Circo, veinticinco estampes en negro originales numérotées, reunidas bajo emboîtage, texto de Léon-Paul Fargue, edición a las dépens de Gabriel Zendel, 1947.
- Albert Bayet, Julien Benda, Edmond Fleg, Stanislas Fumet, Justicia, ilustraciones de Gabriel Zendel, Cooped editor, Santo-Julien-del-Sault, 1947.
- Wladimir Rabi (prólogo de André Spire), Varsovia, Continuación trágica en tres actos, tres dibujos de Gabriel Zendel, Ediciones Ophrys, 1955.
- Carreteras y caminos con Jean Giono y cincuenta y seis pintores testigos de su tiempo (préface de Jean Giono), 56 ilustraciones por 56 pintores entre quienes Gabriel Zendel, 2.000 ejemplares, Prensas artísticas de Francia, 1962.
- André Flament, El acontecimiento, por sesenta pintores - Edición de las pintoras testigos de su tiempo en la ocasión de su XII exposición, enriquecido de veinte litografías originales editadas por Fernand Mourlot y firmadas, entre las cuales Yvette Alde, Roger Bezombes, Yves Brayer, Jean Carzou, Michel Ciry, Jean Commère, François Desnoyer, Roger Lersy, Kostia Terechkovitch, Gabriel Zendel..., Ediciones del Museo Galliera, 1963.
- Henry de Montherlant, Las Solteras, ocho litografías originales de Gabriel Zendel, Ediciones Lidis, París, 1964.
- Joseph Kessel, Noches de Príncipes, Ediciones Lidis, París, 1965.

## Colecciones públicas
- Musée d'art moderne de la ville de Paris.
- Petit Palais, Paris.
- Embajada de Francia en Viena.
- Musée des beaux-arts de Rennes, Le phare, Pointe de Saint-Mathieu, Finistère, huile sur toile..
- Musée des beaux-arts de Libourne, Paysage et Le trio, huiles sur toiles.
- Musée municipal Frédéric Blandin, Nevers, Chasseurs, huile sur toile.
- Musée d'art moderne et contemporain de Saint-Étienne.
- Musée des beaux-arts de Dunkerque, Guinguette à Ris-Orangis, huile sur toile.
- Musée des beaux-arts de Lyon, Le marchand de jouets, huile sur toile.
- Musée Eugène-Boudin de Honfleur.
- Musée d'art moderne André-Malraux, Le Havre, Nature morte au fond rouge, huile sur toile.
- Musée Denys-Puech, Rodez, Nature morte, huile sur toile.
- Musée des beaux-arts du Palais Carnolès, Menton.[6]
- Musée d'art et d'histoire du judaïsme, Paris, Le cirque, lithographie originale.
- Centre national des arts plastiques, dont dépôt: Palais de l'Europe, Strasbourg, Nature morte au compotier de cristal, huile sur toile.

- Salon des Tuileries.

## Reconocimientos

### Premios
- Prix du Festival de Cannes, 1946.
- Prix de la Biennale de Menton.[6]
- Grand Prix de la Biennale de Trouville, 1968.[7]
- Grand Prix des Peintres témoins de leur temps

### Distinciones
- Caballero de la Legión de Honor.
- Caballero de la Orden de las Artes y las Letras.
- Médaille de la Ville de Paris.
- Caballero al Mérito Agrícola (Francia).

### Bibliographie
- Pierre Descargues : Gabriel Zendel, colección Artistas de este tiempo, Prensas literarias de Francia, 1952.
- Raymond Nacenta : Escuela de París, Ediciones Galería Charpentier, 1955.
- Léon-Paul Fargue : Para la pintura, Gallimard, 1955.
- Los cuadernos de Arte Documentos, Gabriel Zendel, Ediciones Pierre Cuajar, Ginebra, 1956.
- René Barotte : Gabriel Zendel, en Los pintores testigos de su tiempo (Tomo VI: El deporte), Achille Weber/Hachette, 1957. Ver páginas 262 y 263.
- Raymond Nacenta : Escuela de París - The painters and the artistic climate of París Since 1910, Oldbourne Press, Londres, 1960.
- Jean Chabanon : Gabriel Zendel en Los pintores testigos de su tiempo (Tomo X)), Achille Weber/Hachette, 1961. Ver página 258 y 259 (retrato de Gabriel Zendel dibujado por Marcel Gimond).
- Jean Cassou, Michel Engalanan, Jean Bouret y André Parinaud : Confrontación Salón 1962, Ediciones de la ciudad de Dijon, 1962.
- Jean Cocteau, : El arte y la medicina vista por veinticuatro pintores, Ediciones Dacosta, 1963.
- Labor colectiva : Los pintores testigos de su tiempo - La calle, Ediciones del Museo Galliera, 1974.
- Sanjiro Minamikawa : Estos maestros en su taller, Asahi Sonorama, Japón, 1980.
- Labor colectiva : Un siglo de arte moderno - Historia del Salón de los independientes, Denoël, 1984.
- Patrick-F. Vallar : La historia del Salón de otoño de 1903 a nuestros días, Artes e Imágenes del Mundo, 1992.
- Philippe Lanthony : Los pintores gauchers, El Age de hombre, 1992.
- Gérald Schurr : El guidargus de la pintura, Las ediciones de la amateur, 1996.
- Emmanuel Bénézit : Diccionario de los pintores, escultores, dessinateurs y graveurs, Gründ, 1999.
- André Roussard : Diccionario de los pintores de Montmartre, Ediciones André Roussard, 1999.
- Nadine Nieszawer, Marie Boyé y Paul Fogel : Pintores judíos en París, 1905-1939, Escuela de París, Denoël, 2000.
- Jean-Pierre Delarge : Diccionario de los artes plásticos modernos y contemporáneos, Gründ, 2001. Ver página 1361.
- Adrian Darmon : En torno al arte judío - Enciclopedia de los pintores, fotógrafos y escultores, Ediciones Carnot, 2003. Ver página 216.